# Palpita rhodocosta
Palpita rhodocosta là một loài bướm đêm trong họ Crambidae.